# Craw
Craw est un groupe de post-hardcore américain, originaire de Cleveland, dans l'Ohio. Formé en 1987, le groupe compte au total quatre albums studio, avant de se séparer en 2002.

## Biographie
Le groupe est formé en 1987, à Cleveland, dans l'Ohio. Il se compose à l'origine de David McClelland et Rockie Brockway à la guitare, et de Chris Apanius à la basse. Le chanteur Joe McTighe et le batteur Lori Davis se joignent à eux peu de temps après, et, en 1990, cette formation enregistre une première démo homonyme. À la fin 1990, Lori Davis quitte le groupe et est remplacé par Neil Chastain. Cette nouvelle formation enregistre une deuxième démo, Celephais, et plusieurs singles.
Craw est situé dans la mouvance post-hardcore. Apanius et Chastain quittent le groupe en 1994 et 1995, respectivement, et sont remplacés par Zak Dieringer et Will Scharf. Leur premier album, éponyme, ne sort qu'en 1994, et est enregistré par Steve Albini, tout comme le suivant, Lost Nation Road, la même année. Plus tard, le groupe fonde son propre label Cambodia Recordings, et produit lui-même l'album, Map Monitor Surge, en 1997.
Après près de cinq ans de silence discographique, le groupe fait son retour en 2002 avec un nouvel album intitulé Bodies For Strontium 90 et publié par Hydra Head Records.
À la fin 2015, Northern Spy Records réédite les trois premiers albums du groupe en coffret vinyle limité. Le groupe se réunit pour deux concerts en mars 2016. Les sept membres ayant participé aux albums de Craw y étaient présents.

## Discographie
- 1994 : Craw (Choke, Inc)
- 1994 : Lost Nation Road (Choke, Inc)
- 1997 : Map Monitor Surge (Cambodia Recordings)
- 2002 : Bodies for Strontium 90 (Hydra Head Records)
- 2015 : 1993–1997 6LP box set (réédition)